# Società entomologica italiana
La Società entomologica italiana è un'organizzazione scientifica, senza fini di lucro, che ha lo scopo - come recita il suo statuto - di diffondere la cultura naturalistica ed entomologica e di promuovere la ricerca - di base e applicata - sugli insetti. Fondata nel 1869 ed eretta in ente morale nel 1936, ha sede a Genova, presso il Museo di storia naturale Giacomo Doria.

## Storia
Compresa tra le più antiche e prestigiose istituzioni del genere a livello internazionale, la Società entomologica italiana è stata fondata il 31 ottobre 1869, presso il Museo di storia naturale di Firenze (poi dell'ateneo fiorentino). Da qui, nel 1922, si è trasferita presso l'attuale collocazione genovese.
La fondazione della Società traeva origine da una lettera-manifesto sottoscritta il 1º gennaio 1868 e inviata agli entomologi italiani da un gruppo formato da 21 promotori, tra cui Alexander Henry Haliday, Emilio Cornalia, Giovanni Passerini, Pietro Stefanelli, Paolo Savi, Achille Costa, Antonio Villa e Adolfo Targioni Tozzetti. Esattamente un anno dopo, formatosi nel frattempo un Comitato provvisorio nelle more della formale costituzione della Società, veniva pubblicato il primo «Bullettino», con l'«Avvertimento» a firma di Targioni Tozzetti e Stefanelli, che ne saranno i compilatori, ma anche di Haliday e Ferdinando Piccioli.
Il Comitato provvisorio organizzava per il 31 ottobre 1869 l'adunanza generale. Questa, oltre a nominare primo presidente Targioni Tozzetti, approvò lo Statuto della Società, sottoscrivendone lo scopo «di cooperare al progresso della entomologia, sì pura come applicata, e, pigliando specialmente di mira gl'insetti e gli altri artropodi della fauna italica, di promuoverne lo studio da ogni punto di vista, tanto in ordine alle scienze, quanto agli utili che se ne possono ricavare per l'economia domestica, per la salute degli uomini e degli animali, per l'agricoltura e per le arti industriali». Nel corso del tempo hanno ricoperto cariche sociali entomologi di chiara fama, tra i quali Filippo Silvestri, Giovanni Battista Grassi, Guido Grandi e Antonio Berlese.

## Attività
La Società entomologica italiana pubblica da allora il già citato «Bollettino della Società Entomologica Italiana», di cui escono tre fascicoli all'anno, e dal 1922 le «Memorie della Società Entomologica Italiana», che hanno cadenza annuale.
La sua biblioteca, che si trova in una sede distaccata, possiede più di 1100 volumi specialistici, oltre 400 diverse serie di periodici e più di 700 miscellanee, fra estratti ed opuscoli, a carattere entomologico.